# Comuna de Chorzele
Chorzele (polaco: Gmina Chorzele) é uma gminy (comuna) na Polónia, na voivodia de Mazóvia e no condado de Przasnyski. A sede do condado é a cidade de Chorzele.
De acordo com os censos de 2004, a comuna tem 10 231 habitantes, com uma densidade 27,5 hab/km².

## Área
Estende-se por uma área de 371,53 km², incluindo:
- área agricola: 53%
- área florestal: 42%

## Demografia
Dados de 30 de Junho 2004:
|                      | Total   | Total | Mulheres | Mulheres | Homens  | Homens |
| -------------------- | ------- | ----- | -------- | -------- | ------- | ------ |
|                      | pessoas | %     | pessoas  | %        | pessoas | %      |
| População            | 10 231  | 100   | 5044     | 49,3     | 5187    | 50,7   |
| Densidade (pop./km²) | 27,5    | 100   | 13,6     | 13,6     | 14      | 14     |

De acordo com dados de 2002, o rendimento médio per capita ascendia a 1371,69 zł.

## Comunas vizinhas
- Baranowo, Czarnia, Dzierzgowo, Janowo, Jednorożec, Krzynowłoga Mała, Wielbark